# Leocàdia de Toledo
Leocàdia o Llogaia (en francès, Locaie) va ser una noia de Toledo, morta com a màrtir el 304 durant les persecucions de Dioclecià. És venerada com a santa per diverses confessions cristianes. La festivitat de Santa Leocàdia ja apareix indicada el 9 de desembre a martirologis del segle ix, i la devoció a la santa a Toledo consta des d'antic, amb una església dedicada ja al segle VII: el 633, una església de Santa Leocàdia va ser la seu del Quart Concili de Toledo. No obstant això, el seu nom no apareix a l'himne que Prudenci va dedicar als màrtirs d'Hispània. Aquesta església existia d'abans, sorgida a partir d'una capella edificada sobre la tomba de la màrtir. Correspon, segurament, a una persona real que va ser martiritzada. La tradició, després, va assignar la data del 9 de desembre i va elaborar les actes del martiri, on es donen altres detalls potser llegendaris, com el fet que la jove volgués seguir l'exemple d'Eulàlia de Mèrida i busqués el martiri, presentant-se voluntàriament davant el prefecte romà per confessar la seva fe. Les actes narren que el prefecte Dacià va ordenar torturar-la i que, a la presó, Leocàdia va morir a conseqüència dels turments patits.

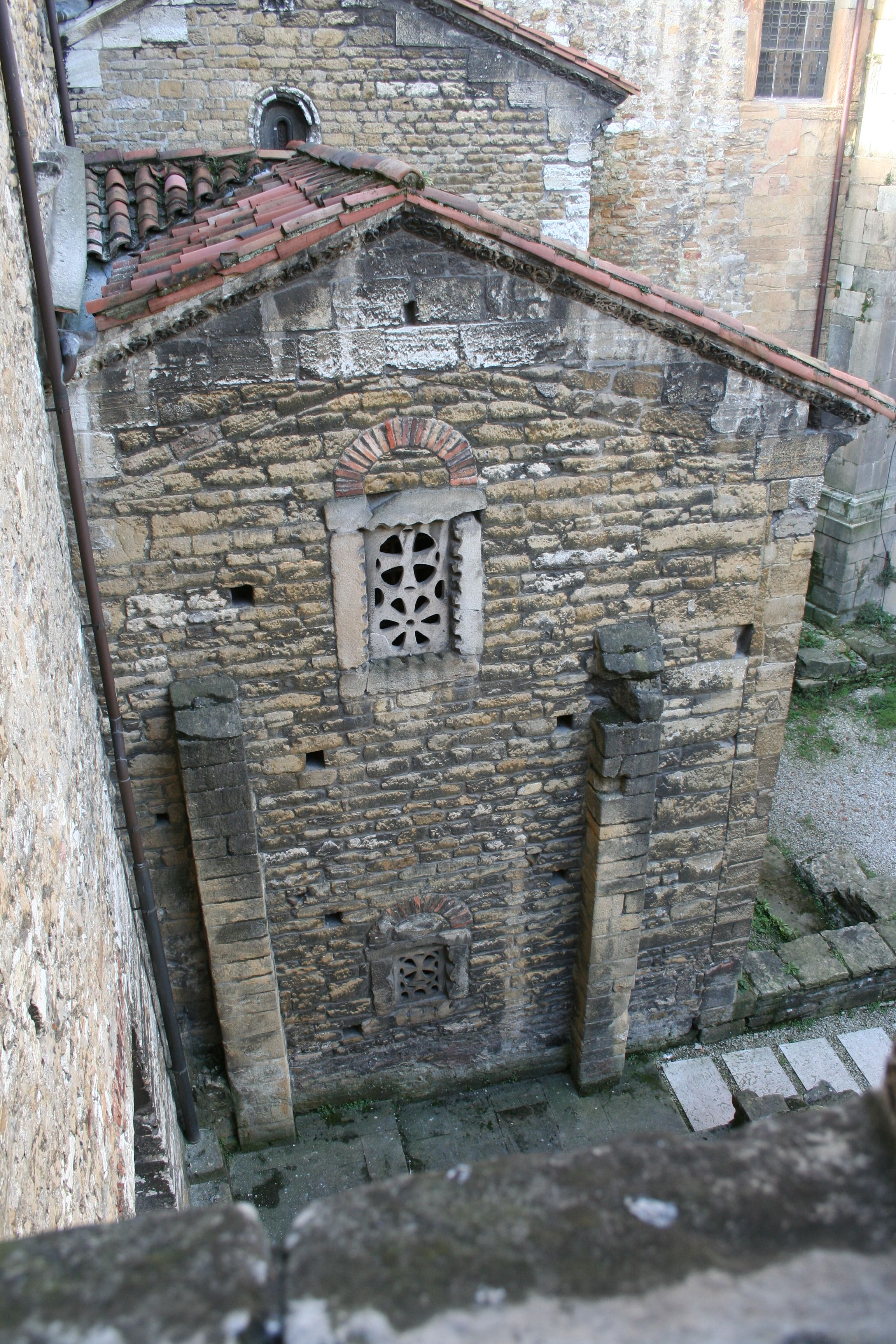
Exterior de la cripta de Santa Leocàdia d'Oviedo

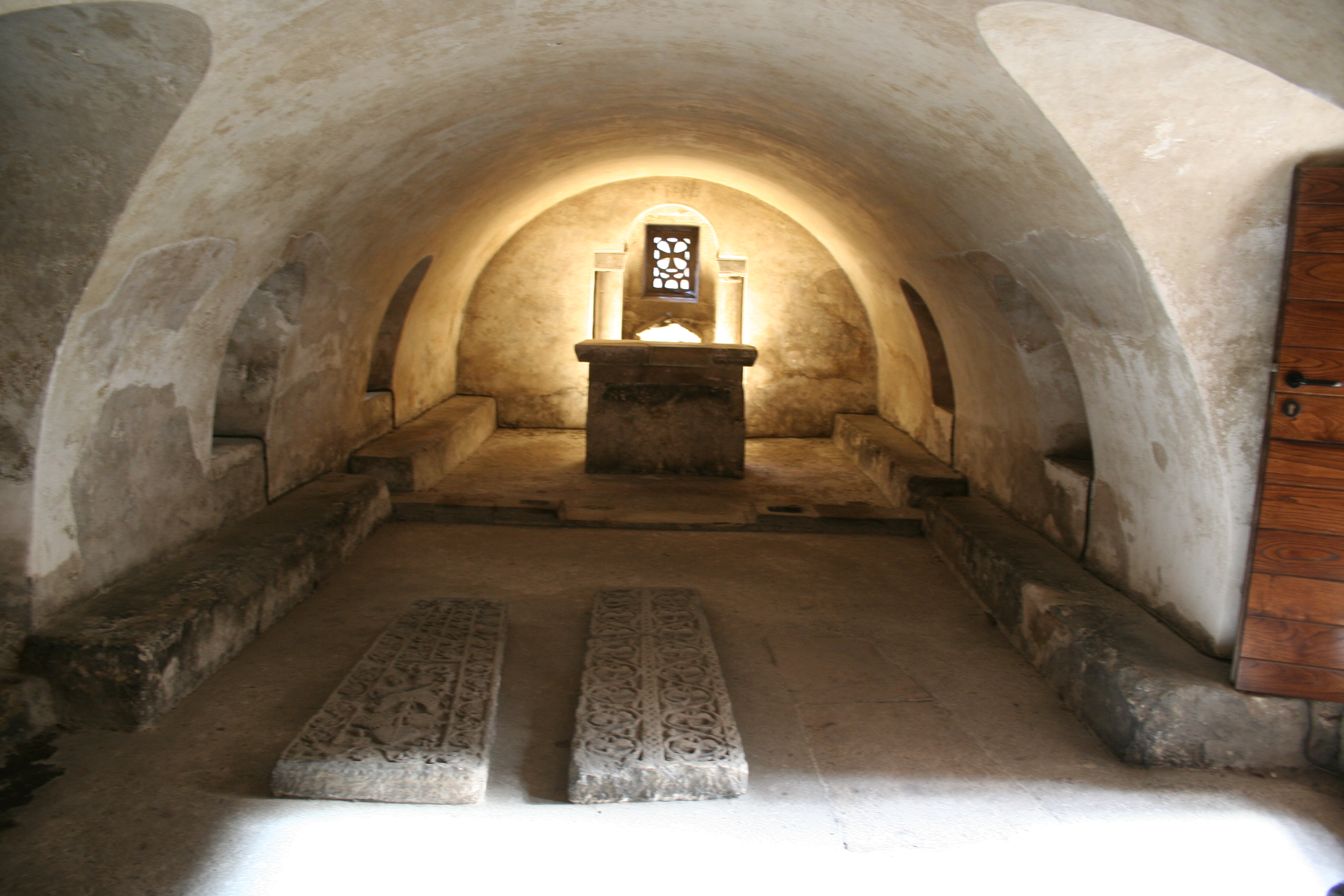
Sepulcres a la cripta d'Oviedo

Va ser sebollida a la necròpolis de la ciutat, fora muralla a la ribera del Tajo, on va començar a ésser venerada. Sobre la tomba es va aixecar després l'ermita del Cristo de la Vega. Es pensa que la primera basílica deu haver-s'hi edificat ja al segle iv, essent ampliada per Sisebut el 618. El seu culte es va difondre a partir del segle VII. Dintre la ciutat, on van traslladar-se les relíquies, es va aixecar, sobre la casa que havia habitat la santa, segons la tradició, la Basílica de Santa Leocàdia. Una altra església es va erigir a la presó on va morir, vora l'alcàsser.
Al segle ix, les seves relíquies van ser traslladades, per escapar de les persecucions d'Abd ar-Rahman II. Van ésser portades a Oviedo, on Alfons II d'Astúries va erigir una basílica en honor seu, l'anomenada Cripta de Santa Leocadia. Al segle xi, un dels comtes d'Hainaut, que era a Castella com a pelegrí a Compostel·la, va ajudar el rei Alfons VI de Castella en la seva lluita contra els musulmans; com a recompensa, va rebre les relíquies de Santa Leocàdia i Sant Sulpici. El comte va portar-les a l'abadia benedictina de Saint-Ghislain, avui a Bèlgica.
Felip el Bell i Joana de Castella van portar-ne a Toledo una tíbia. Durant el segle xvi, l'abadia de Saint-Ghislain va patir atacs, i el tercer Duc d'Alba va intentar rescatar les relíquies de la santa, sense èxit. El jesuïta Miguel Hernández, de Toledo, va trobar-les a les ruïnes de l'abadia en 1583, d'on les va portar a Roma en 1586 i des d'allí, passant per València i Conca, a Toledo, on van arribar l'abril de 1587 i es van guardar en una urna d'argent a la capella de l'Ochavo, a la catedral.